# Olaf Stapledon
 (août 2009).
Œuvres principales
- Les Derniers et les Premiers (Last and First Men) (1930)
- Rien qu'un surhomme (Odd John) (1935)
- Créateur d'étoiles (Star Maker) (1937)
- Sirius (Sirius: A Fantasy of Love and Discord) (1944)

William Olaf Stapledon, né le 10 mai 1886 près de Liverpool et décédé le 6 septembre 1950  à Caldy, dans le Merseyside, est un philosophe anglais et un auteur de romans de science-fiction visionnaire ayant esquissé nombre des thèmes classiques explorés par la science-fiction du XXe siècle.

## Biographie

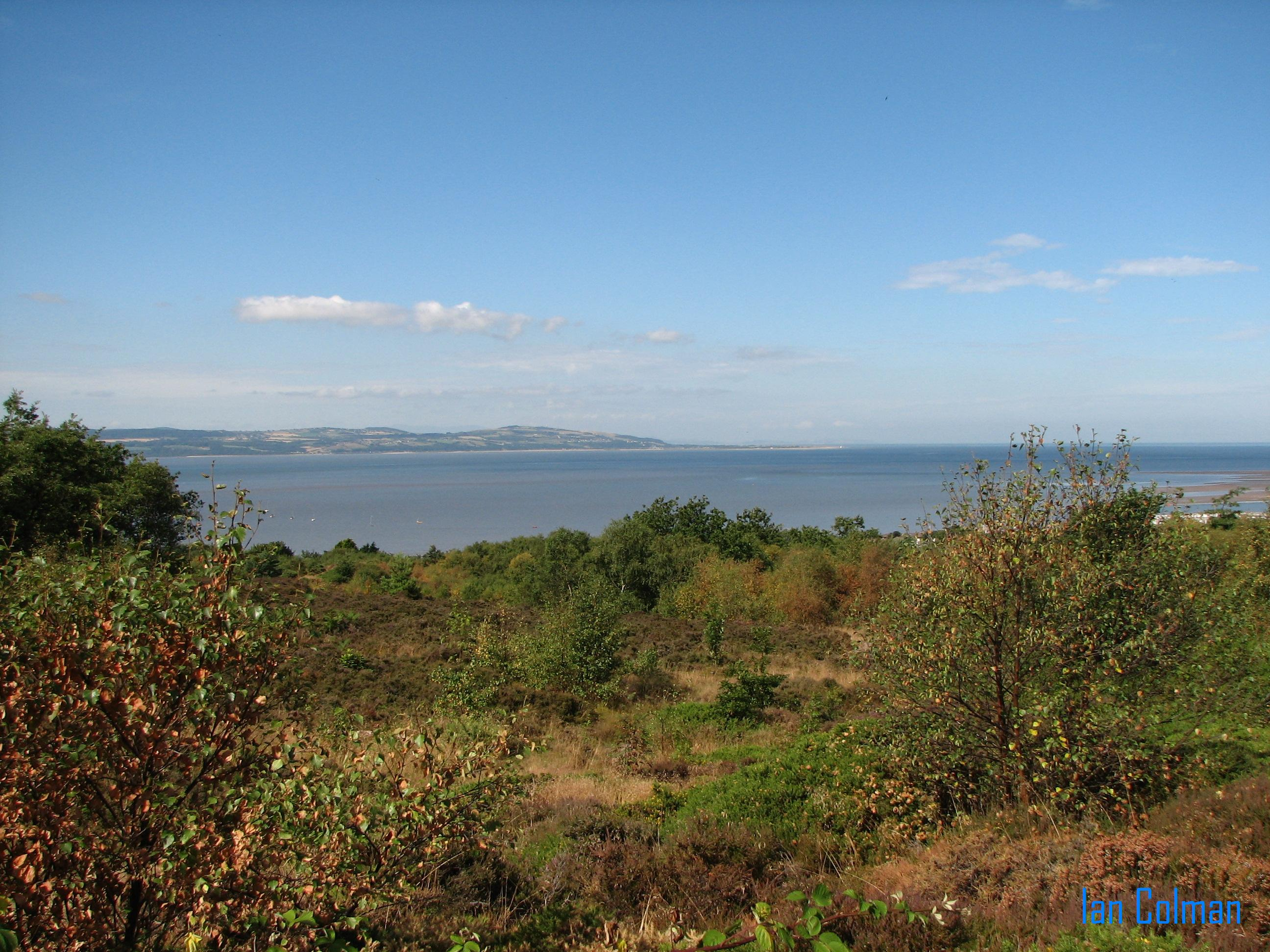
Stapledon habita une grande partie de sa vie sur la péninsule de Wirral, à l'ouest de Liverpool ; la colline de Caldy qui surplombe la Mer d'Irlande lui était un endroit familier.

William Olaf Stapledon naît en 1886 à Poulton-cum-Seacombe, dans le Cheshire, sur la péninsule de Wirral, non loin de Liverpool en Grande-Bretagne. Il est le fils unique de William Clibbert Stapledon et d'Emmeline Miller. Il passe les six premières années de sa vie en compagnie de ses parents à Port-Saïd, en Égypte. Il commence ensuite ses études à la Abbotsholme School, puis au Balliol College d'Oxford, où il obtient un diplôme d'histoire moderne en 1909 et un master en 1913. Après une courte période d'enseignement à la Grammar School de Manchester, il travaille dans les transports maritimes entre Liverpool et Port Saïd, de 1910 à 1913.
Pendant la Première Guerre mondiale, il sert dans la Friends' Ambulance Unit en France et en Belgique, de juillet 1915 à janvier 1919. Le 16 juillet 1919, il épouse Agnes Zena Miller (1894-1984), une cousine australienne vivant à Sydney qu'il avait rencontrée pour la première fois en 1903 et avec qui il entretient une longue correspondance pendant la guerre. Agnes lui donne une fille, Mary Sydney Stapledon (1920-), et un fils, John David Stapledon (1923-). En 1920, ils s'installent à West Kirby et en 1925 Stapledon obtient un doctorat de philosophie à l'Université de Liverpool. Il écrit à cette époque une Modern Theory of Ethics (Théorie moderne de l'éthique) qui est publiée en 1929. Cependant, il se tourne rapidement vers la fiction pour présenter ses idées au grand public. Son roman (Les Derniers et les Premiers) (Last and First Men) connaît un grand succès, ce qui le convainc de se consacrer pleinement à l'écriture. Il écrit une suite et de nombreux autres romans associés au mouvement appelé aujourd'hui le transhumanisme.
En 1940, la famille Stapledon construit une maison à Caldy. Après 1945, Stapledon fait de grandes tournées pour présenter son œuvre, visitant les Pays-Bas, la Suède et la France. En 1948, il fait une conférence au Congrès des intellectuels pour la paix à Wrocław, en Pologne. Il participe à la Conférence pour la paix mondiale qui se tient à New York en 1949 comme seul citoyen britannique auquel fut accordé un visa pour participer à cette rencontre. En 1950, il s'implique dans le mouvement anti-apartheid. Après avoir passé une semaine à Paris, il annule le voyage qu'il avait prévu en Yougoslavie et rentre chez lui à Caldy, où il meurt soudainement d'une attaque cardiaque.

## Œuvre

### Influences
Son œuvre influença directement des auteurs comme Arthur C. Clarke, Brian Aldiss, Stanislas Lem et John Maynard Smith et indirectement un grand nombre d'autres auteurs, fournissant une large contribution d'idées nouvelles au genre de la science-fiction (la plupart d'entre elles étant inspirées de lectures philosophiques). Son idée d'empires englobant plusieurs systèmes stellaires voire plusieurs galaxies inspira de nombreux auteurs de science-fiction, comme Edward Elmer Smith, Alfred Elton van Vogt ou Isaac Asimov.

### Thèmes et perspectives, accueil
Bien que son œuvre ait été écrite avant l'apparition du mouvement appelé « transhumanisme » (1966), les thèmes de la condition transhumaine et du super-esprit composé de nombreuses consciences individuelles sont des thèmes récurrents dans son œuvre. Son roman intitulé Créateur d'étoiles (Star Maker) contient même la première description connue de la célèbre sphère de Dyson. Freeman Dyson déclara que ce fut le roman qui lui en fournit l'idée première. Les Derniers et les Premiers (Last and First Men) propose également une description d'ingénierie génétique et de terraformation. Son roman Sirius décrit également un chien dont l'intelligence égale celle d'un être humain, comme plus tard dans Demain les chiens de Clifford D. Simak. Ce dernier roman fut tout d'abord refusé par son éditeur à cause de quelques scènes sexuellement explicites.
Ses œuvres de fiction représentent souvent une quelconque intelligence écrasée par un univers totalement indifférent. Ses romans présentent souvent des protagonistes tourmentés par le conflit entre leurs bas instincts et leurs hautes aspirations. Les romans Les Derniers et les Premiers (Last and First Men, une histoire anticipée de l'humanité) et Créateur d'étoiles (Star Maker, une histoire esquissée de l'univers) en particulier, furent encensés par divers auteurs : J. B. Priestley, Virginia Woolf et Winston Churchill notamment. Leur philosophie rebuta en revanche C. S. Lewis, dont la Cosmic Trilogy fut écrite en réponse à l'amoralité qu'il percevait dans les romans de Stapledon. En fait, Stapledon était agnostique et hostile aux institutions religieuses, mais non aux aspirations religieuses, ce qui lui valut quelques différends avec H. G. Wells tout au long de leur correspondance.
Gérard Klein a écrit à son sujet : « Tourmenté jusqu'à l'obsession par le problème du mal, Stapledon en rejette la responsabilité sur le Créateur d'étoiles. Le mal, la souffrance, l'échec ou pis encore la mort font partie intégrante de la Création. On voit par tout ceci en quoi il annonce la pensée de Teilhard de Chardin et en quoi il en diffère radicalement. Ils ont en commun la même conception finaliste de l'évolution qui procède du souci de concilier les découvertes de la science avec les enseignements de la tradition, la même idée de la Création incarnée dans le temps et la matière opposée à celle d'une Création définitive et immuable. Mais leurs théologies diffèrent profondément. Tandis que celle du jésuite demeure plus ou moins orthodoxe, celle de Stapledon est protestante, plus précisément calviniste, et implique l'impossibilité du salut, l'abhumanité d'un Créateur avec lequel aucun dialogue n'est possible. envers lequel l'adoration est la seule conduite possible. Cette théologie ne va pas sans poser quelques problèmes. »
William Olaf Stapledon donna aussi des cours de philosophie à l'Université de Liverpool (qui héberge aujourd'hui les archives Olaf Stapledon), mais également des cours de littérature anglaise, d'histoire de l'ère industrielle et de psychologie. Il écrivit par ailleurs de nombreux livres sur des sujets politiques ou éthiques dans lesquels il défendait l'accroissement des « valeurs spirituelles » qu'il définissait comme des valeurs exprimant le désir d'une plus grande conscience de soi dans un large contexte (« la personnalité dans la communauté »).

### Un "défi" à la représentation au cinéma
L'œuvre de William Olaf Stapledon semble tellement diffuse, complexe, ambitieuse et spéculative et surtout sa narration est souvent tellement hors de proportion — étendant son amplitude sur des milliards d'années et jusqu'aux confins de l'univers connu ! — qu'elle lance un véritable défi insoutenable à quiconque songerait à en faire une adaptation cinématographique et voudrait porter à l'écran ses plus grandes œuvres. À l'évidence, la question de savoir comment "rendre visible" une telle abstraction (les "dialogues" télépathiques transcendant le temps et l'espace, par exemple), et une telle ampleur, représente une gageure, voire un casse-tête... raison pour laquelle cela a été si rarement fait ou envisagé. 
Pourtant le réalisateur et producteur George Pal, spécialiste de l'animation en volume (ce qui indique déjà une certaine manière non réaliste de relever le défi, justement), avait acheté les droits pour « Odd John » (Rien qu'un surhomme en français) : un roman qui propose l'arrivée de mutants supérieurs à l'homme, qui remettent en cause les valeurs culturelles de l'humanité. Mais il est mort en 1980 avant de mener à bien son projet. 
Plus récemment, le compositeur et réalisateur islandais Jóhann Jóhannsson a proposé une adaptation cinématographique de Last and First Men (Les Derniers et les Premiers en français), qui a contourné son "impossibilité" d'une manière très originale en proposant, en lieu et place de la narration visuelle classique (avec effets spéciaux) de la science-fiction, une véritable expérience audiovisuelle inédite, « hypnotique, à l'esthétique puissante » ; il s'agit d'un contrepoint rigoureux, savant et millimétré, d'images, sous tous les angles, de sculptures géantes abandonnées, de musique évocatrice omniprésente mais sachant ménager des silences méditatifs et contemplatifs, et de narration essentiellement assurée en voix off, les dialogues et les messages télépathiques d'outre-temps et d'outre-espace, presque fantomatiques, étant « portés par la voix troublante de Tilda Swinton ». Le tout construisant comme une sorte de "suspense cosmique". Cette expérience audiovisuelle a été créée en 2017 comme "performance" interprétée en direct au Festival International de Manchester (en), puis présentée en version "cinéma" (long métrage) au Festival international du film de Berlin de 2020. Ce film a été diffusé entre autres sur la chaîne Arte le 14 février 2022. [Voir la section « Adaptation au cinéma  » qui décrit ce film de manière plus détaillée dans l'article consacré au roman de Stapledon Last and First Men].
Enfin, Créateur d'étoiles a fait l'objet d'un court-métrage d'animation par le studio "Arcus Animation Studios", en 2018 au Royaume-Uni. Oui, un "court" métrage pour un récit s'étendant sur 13,8 milliards d'années (et plus...), c'est peu de dire que le défi a été relevé ![style à revoir] Ce film a d'ailleurs obtenu le prix du Directors Award au Full Dome Festival de la ville de Jena (Iéna en français), Allemagne,.

## Œuvres

### Romans et fictions
NB : la date indiquée est celle de la première édition en français ; entre parenthèses la date de l'édition originale après le titre en anglais, laquelle fonde l'ordre chronologique.
- Les Derniers et les Premiers, 1972 ((en) Last and First Men: A Story of the Near and Far Future, 1930)
- Les Derniers Hommes à Londres, 1975 ((en) Last Men in London, 1932)
- Rien qu'un surhomme, 1952 ((en) Odd John: A Story Between Jest and Earnest, 1935)
- Créateur d'étoiles, 1966 ((en) Star Maker, 1937)
- (en) Darkness and the Light, 1942
- (en) Old Man in New World, 1944
- Sirius : Une histoire fantastique d'amour et de désordre, 1976 ((en) Sirius: A Fantasy of Love and Discord, 1944)
- (en) Death into Life, 1946
- (en) The Flames: A Fantasy, 1947
- (en) A Man Divided, 1950
- (en) Nebula Maker, 1976
- (en) Far Future Calling: Uncollected Science Fiction and Fantasies of Olaf Stapledon, 1979

### Nouvelle traduite en français
- Un magicien moderne, 1985 ((en) A Modern Magician, 1979)

### Essais
- (en) A Modern Theory of Ethics: A study of the Relations of Ethics and Psychology, 1929
- (en) Waking World, 1934
- (en) Saints and Revolutionaries, 1939
- (en) New Hope for Britain, 1939
- (en) Philosophy and Living, 1939En deux volumes
- (en) Beyond the "Isms", 1942
- (en) Seven Pillars of Peace, 1944
- (en) Youth and Tomorrow, 1946
- (en) The Opening of the Eyes, 1954

### Poésie
- (en) Latter-Day Psalms, 1914